# Анадирський острог
Анадирський острог (рос. Анадырский острог) або Анадирськ (рос. Анадырск) — острог, що існував на Чукотському півострові з 1660 року по 1771 рік.
Знаходився на одному з островів в середній течії річки Анадир, приблизно за 10 км вище за течією від сучасного села Маркове, у кінці ділянки, за якою можлива тільки навігація плоскодонними маломірними суднами. Поставлено на місці зимовища, заснованого в 1649 році. Згідно з указом уряду про ліквідацію Анадирского острогу все населення в 1771 році виїхало, острог був спалений.

## Історія

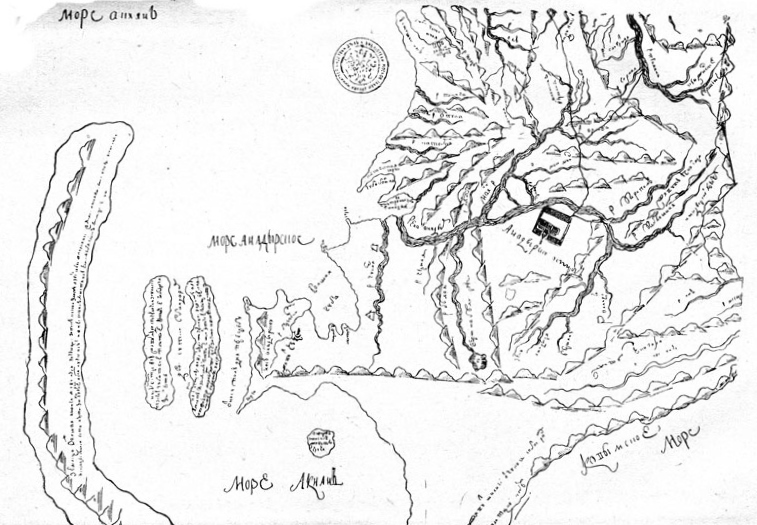
Анадирський острог на карті Івана Львова (біля 1710)

У 1649 році, вперше виявивши Берингову протоку, козацький загін дослідника Семена Дежньова побудував хату на зимовище на острові Анадир, який був довжиною два кілометри та шириною один кілометр. 1650 року тут був поставлений острог. Надалі він багаторазово перебудовувався. 1659 року Дежньов, який затримався на Колимі через промисел моржової кістки, передав острог Курбату Іванову, а в 1662 році виїхав до Якутська. У 1670-ті роки значення острогу впало, оскільки земля була бідна соболем. У 1675—1676 роках населення Анадирського острогу складалося з прикажчика, 16 служивих людей і 12 юкагірських аманатів. 1676 року якутський воєвода А. А. Барнашлев вважав подальше утримання острогу невигідним і поставив перед царем питання про його закриття. В кінці XVII століття до острогу повернулося значення стратегічного центру. Так, в 1689 році анадирці розповіли Якутському правлінню про відкриття Камчатки. З відкриттям морського шляху на Камчатку на початку XVIII століття значення Анадирского острогу знову впало.
В середині XVIII століття в острозі проживало близько 1000 жителів. 1763 року стіни острогу вміщували 130 хат та церкву. Анадирський Острог був найважливішою базою в північно-східному Сибіру, звідки росіяни контролювали область Юкагірів та Коряків між Анадиром на півночі і Гіжигінською губою та Олюторською затокою на півдні. Звідси загони Володимира Атласова в 1697 році завоювували півострів Камчатка. Це посилило значення поселення, оскільки це був єдиний шлях від Якутська до Камчатки. Острог був також відправною точкою каральних загонів Дмитра Павлуцького проти бунтів чукотського народу в 1731 та 1732 роках та непокірних коряків у 1732 році. Новий похід проти чукчів 1744 року закінчився поблизу Острога в 1747 році розгромом козаків та смертю Павлуцького.
З острогу вирушали вивчати географію Чукотки. 1742 року Д. Лаптєвим було виконано перший науковий опис річки Анадиря, а Якобом Линденау — складена перша карта Чукотки. У 1746 Т. Перевалов склав докладне креслення Чукотки. З Анадирського острогу приходили перші відомості про корінні народи і природу Чукотки, Камчатки та Америки.

### Ліквідація

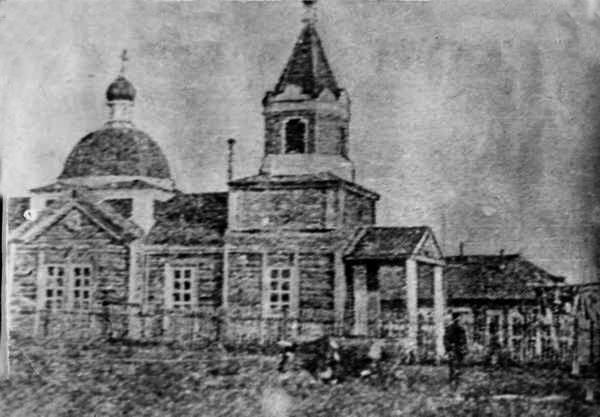
Гіжігінськ, куди в 1774 році з Середньоколимська були привезені Анадирські дзвони

Призначений в Анадирський острог для спостереження за Охотсько-Колимським краєм підполковник Ф. Х. Пленіснер в 1760 році прийшов до висновку про недоцільність подальшого існування острогу.
5 березня 1764 року Сенатом було видано указ про ліквідацію Анадирського острогу, затверджений Катериною II 28 вересня 1766 року. У березні 1771 року населення покинуло острог, який був спалений. План острогу до сих пір ніхто не знає. За збереженими описами острог був побудований на острові довжиною два/чотири і шириною одну/дві версти. У 1730-ті роки було складено детальніший опис вже нового острогу, побудованого замість колишнього, який був затоплений повінню. Його площа становила 1814 м², висота стін — 3,18 м. Чотири вежі розміщували в кутах стін і одна з проїзними воротами. Через мізерний розмір острожка церква і житлові будинки гарнізону розміщувалися за його межами. 1756 року посад був обгороджений парканом. Після ліквідації острогу церква була «розібрана і спущена на воду». Чотири дзвони, відлиті тут устюжаніно Петром Сєрковим з пожертвуваних срібних і мідних монет анадирцями, були відвезені на Колиму. Військове майно (у тому числі гармати та ядра) яке не було вивезено, «на урочище від колишньої фортеці вгору по річці Анадир … за непридатністю зарито». На початку XX століття чукотські старожили ще знали місце «у старого острога», де був заритий «скарб». Від острогу та посаду залишилися фундаменти будівель, а також деякі предмети побуту.
Джордж Кеннан писав, що гарнізон острогу максимально становив 600 солдатів і мав в розпорядженні артилерійську батарею. Значення Анадирського острогу знизилося після відкриття морського шляху через Охотськ на Камчатку в 1718 році. Внаслідок цього значущість острогу обмежилася зв'язками з чукчами. 1866 року під час відвідування Джорджа Кеннана Анадирськ складався з чотирьох сіл: Маркове (центральне), Покоруков, Псолкін та Фортеця. У них проживало близько 200 чоловік і священик. Фортеця була частиною Анадирського форту на березі на висоті близько 10 метрів над рівнем води, і являв собою ряд дерев'яних будинків без будь-яких слідів колишніх укріплень. Маркове розташовувалося за 15 км вище за річою, Покоруков — ще за 20 км.